# Thôi nôi
Thôi nôi hoặc đầy năm là một phong tục tập quán lâu đời của người Việt, "thôi nôi" tức là khi em bé đủ 12 tháng sẽ không nằm nôi nữa và lễ này cũng nhằm cảm ơn các Bà Mụ đã nặn ra đứa bé. Phong tục cúng bái, làm lễ thay đổi tùy theo tập quán của mỗi vùng.
Đây là một phong tục tốt đẹp của người Việt không những để cảm ơn các bà mụ mà còn tạ ơn trời phật đã che trở cho đứa bé và đồng thời cũng cầu xin sự an lành, bình yên cho đứa bé. Thôi nôi cũng tương đương với dịp sinh nhật lần đầu tiên trong cuộc đời của đứa bé.

## Cách tính ngày cúng thôi nôi
Thông thường, lễ cúng thôi nôi của bé trai sẽ diễn ra sớm hơn ngày sinh của bé 1 ngày (lùi 1 ngày), còn của bé gái sẽ diễn ra sớm hơn ngày sinh của bé 2 ngày (lùi 2 ngày). Được các gia đình tổ chức lễ thôi nôi vào giờ Ngọ (tức 12 giờ trưa).

## Nghi thức chọn nghề
Sau khi lễ cúng mụ xong là thực hiện nghi thức "chọn nghề cho tương lai" của trẻ. Cha mẹ sẽ bày những vật dụng phù hợp trên bộ ván, trong mâm hoặc trên bàn các vật dụng như: gương, lược, viết, tập sách, nắm xôi, tiền, kéo, đất…và sau đó, đặt đứa trẻ ngồi trước các vật dụng để trẻ tự chọn lựa. Dĩ nhiên là đứa trẻ sẽ bò đến và nhặt lấy những thứ mà nó thích. Trong dân gian tin tưởng là vật nào được trẻ chọn trước (cầm trước) đó chính là sự chọn lựa nghề nghiệp tương lai của trẻ. Sau khi trẻ lựa chọn cho mình nghề nghiệp trong tương lai thì ông bà, dòng họ nội ngoại và khách mời người đến chúc phúc, tặng quà và hôn trẻ với tình yêu thương chân tình.